# Salix caesia
Salix caesia är en videväxtart. Salix caesia ingår i släktet viden, och familjen videväxter.

## Underarter
Arten delas in i följande underarter:
- S. c. caesia
- S. c. tschujensis